# Трановалто
Трановалто (на гръцки: Τρανόβαλτο, катаревуса: Τρανόβαλτον, Трановалтон) е село в Република Гърция, част от дем Сервия на област Западна Македония.

## География
Селото е разположено на 670 m надморска височина, на 42 километра южно от град Кожани и около 25 километра югозападно от град Сервия, в между планините Амар бей (Архондики) на изток и Алонорахи на запад.

## История

### В Османската империя
В 1528 година Трановалто има 52 домакинства с 234 жители.
Църквата  „Света Параскева“ в изоставеното село Вонгопетра (Падеж) е от 1726 година, „Свети Николай“ - от 1753, „Света Богородица“ – от 1788, „Свети Христофор“ – от 1963 година, а главната църква „Свети Атанасий“ – от 1952 година.
В края на ХІХ век Трановалто е гръцко християнско село в Серфидженската каза на Османската империя. Александър Синве („Les Grecs de l’Empire Ottoman. Etude Statistique et Ethnographique“), който се основава на гръцки данни, в 1878 година пише, че в Трановалта (Tranovalta) живеят 246 гърци.
На Етнографската карта на Битолския вилает на Картографския институт в София от 1901 година Мегалос Валтос е чисто гръцко село в Серфидженската каза на Серфидженския санджак с 50 къщи.
Според статистика на Серфидженския санджак на гръцкото консулство в Еласона от 1904 година в Трановалтон (Τρανόβαλτον), Серфидженска каза, живеят 300 гърци елинофони християни.
Според гръцка атинска статистика от 1910 година в Трановалтон също има 300 православни гърци.

### В Гърция
През Балканската война в 1912 година в селото влизат гръцки части и след Междусъюзническата в 1913 година Трановалто остава в Гърция. Първото гръцко преброяване показва 326 жители.
Населението традиционно произвежда пшеница, тютюн, жито и други земеделски продукти, като се занимава и със скотовъдство.
| Име      | Име       | Ново име | Ново име | Описание                                                    |
| -------- | --------- | -------- | -------- | ----------------------------------------------------------- |
| Караули  | Καραούλι  | Скопия   | Σκοπιά   | връх в Камбуница на И от Трановалто (836,7 m)               |
| Вигла    | Βίγλα     | Симеа    | Σημαία   |                                                             |
| Караулия | Καραούλια | Плая     | Πλαγιά   | възвишение на СЗ от Микровалто и на С от Трановалто (482 m) |

| Година    | 1913 | 1920 | 1928 | 1940 | 1951 | 1961 | 1971 | 1981 | 1991 | 2001 | 2011 | 2021 |
| --------- | ---- | ---- | ---- | ---- | ---- | ---- | ---- | ---- | ---- | ---- | ---- | ---- |
| Население | 326  | 338  | 433  | 499  | 1093 | 911  | 871  | 883  | 861  | 853  | 645  | 510  |